# Parepione angularia
Parepione angularia är en fjärilsart som beskrevs av John Henry Leech 1897. Parepione angularia ingår i släktet Parepione och familjen mätare. Inga underarter finns listade i Catalogue of Life.